# Peter Boyer

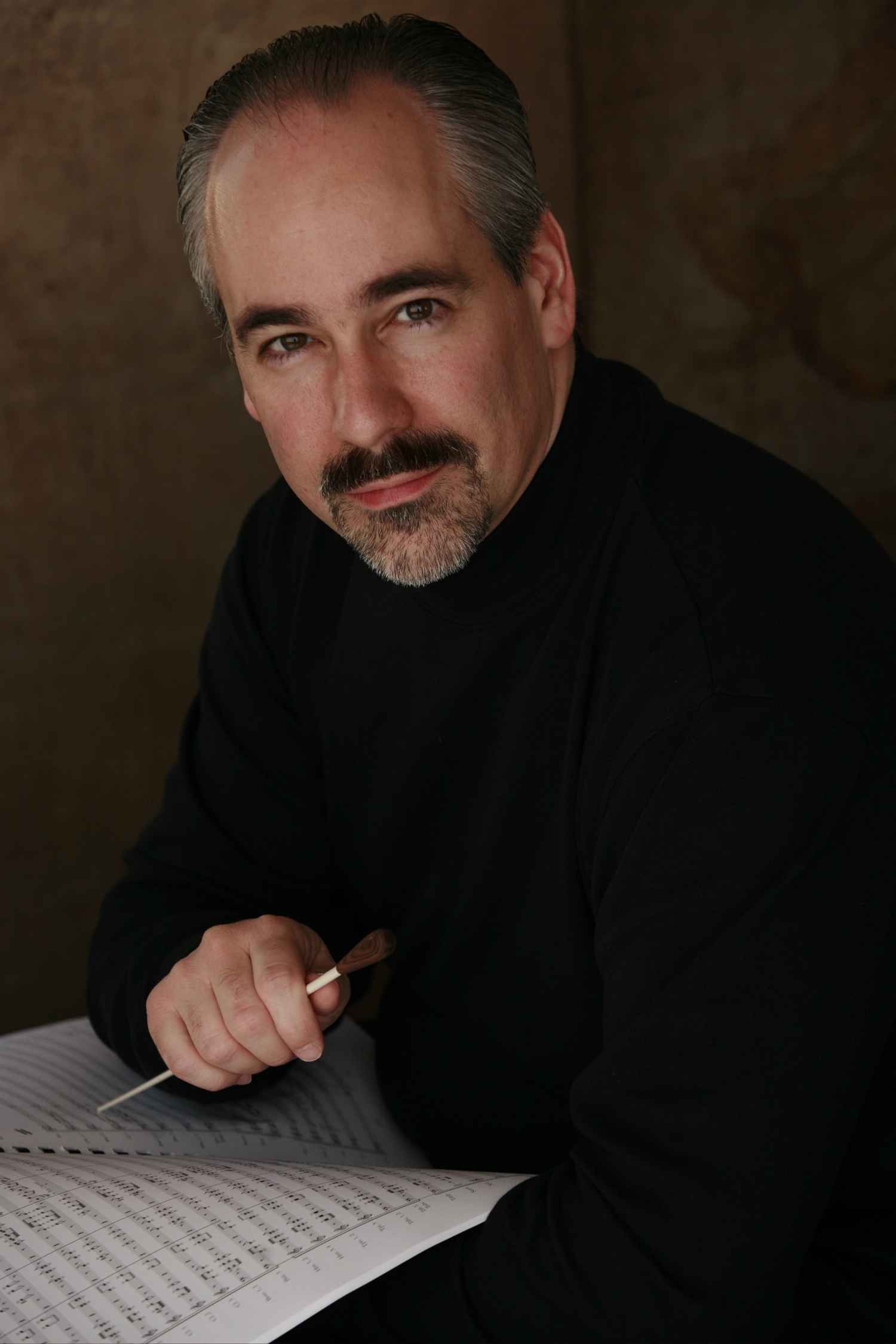
Peter Boyer

Peter Boyer (Providence (Rhode Island), 10 februari 1970) is een Amerikaans componist, dirigent en muziekdocent.
Boyer componeerde zijn eerste werk toen hij ongeveer 15 jaar oud was. Later volgde toen hij nog compositie studeerde aan het Rhode Island College een requiem ter nagedachtenis aan zijn oma. In 2002 studeerde hij af aan de University of Hartford. In 2004 ontving hij de titel Doctor of Music van Rhode Island College. Daarvoor en daarna trok hij van muziekinstantie naar muziekinstantie. Zij leraren waren onder meer Harold Farberman (dirigeren) en John Corigliano (compositie). Ook de befaamde filmmuziekcomponist Elmer Bernstein droeg bij aan zijn compositiekennis. 
Zij composities worden overal ter wereld uitgevoerd, maar voornamelijk in de Verenigde Staten. Zijn muziek is opvallend melodieus voor klassieke muziek uit de 20e eeuw.

## Composities (selectief)
- I can recall (1990)
- Mosaic (1993)
- perchance to dream (1993)
- Titanic (1995)
- Celebration Overture (1997)
- The Phoenix (1997)
- At the crossings (1998)
- Three Olympians (1999)
- New beginnings (2000)
- Ghosts of Troy (2000)
- Ellis Island; The Dream of America (2002)
- On music’s wings (2004)
- And the night will be filled with music (2005)
- Dreaming a world (2006-2007)
- Amerikaanse rapsodie (2007)
- Tsjaikovski 6.1 (2007)
- Symfonie nr. 1 (2013)

en daarnaast talloze orkestraties voor filmmuziek waaronder die van de 2009 Star Trek film.